# Ralf Stärk
Ralf Stärk (* 15. April 1973 in Köln als Ralf Dobrzynski) ist ein ehemaliger deutscher Eishockeyspieler, der auf der Position des Stürmers spielte. In der Deutschen Eishockey Liga war er für die Kölner Haie und die Schwenninger Wild Wings aktiv.

## Karriere
Ralf Stärk begann seine Karriere in der Saison 1990/91 beim Kölner EC. 1991/92 spielte er zunächst für den EV Füssen in der drittklassigen 2. Liga Süd, wechselte aber noch während der laufenden Saison in die 1. Bundesliga zum Kölner EC zurück, wo er auch die folgenden drei Spielzeiten verbrachte. In dieser Zeit nahm er auch für die deutsche Eishockeynationalmannschaft an einer Junioren-Europa- und Weltmeisterschaft teil. Zur Saison 1994/95 wechselte Stärk in die zweitklassige 1. Liga Nord zum EHC Neuwied, für den er fünf Jahre aufs Eis ging. Mit dem Verein gewann er in den Jahren 1997 und 1998 die Meisterschaft der 1. Liga und 1997 den DEB-Ligapokal. Stärks nächste Station war der SC Bietigheim-Bissingen in der 2. Bundesliga, für den er zwischen 1999 und 2002 die Schlittschuhe schnürte. Zur Saison 2002/03 spielte Stärk für die Schwenninger Wild Wings in der DEL, wechselte aber zur Folgesaison erneut in die 2. Bundesliga, wo er sich dem ETC Crimmitschau anschloss. Ab 2004 kehrte er für zwei Spielzeiten nach Neuwied zurück, wo er in der Oberliga für den SC Mittelrhein-Neuwied spielte. 2006 versuchte Stärk nochmals in der 2. Bundesliga sein Glück, wo er für den EV Landsberg spielte, ehe er noch in der laufenden Saison zum ESV Bergisch Gladbach in die Regionalliga NRW wechselte, wo er seine Karriere beendete. Seit dem Ende seiner Profilaufbahn spielt Stärk in der Traditionsmannschaft des KEC und ist hauptberuflich als Autoverkäufer in Köln tätig.

## Erfolge und Auszeichnungen
- Meister der 1. Liga 1997
- Meister der 1. Liga 1998
- DEB-Ligapokalsieger 1997